# Unitat de superfície

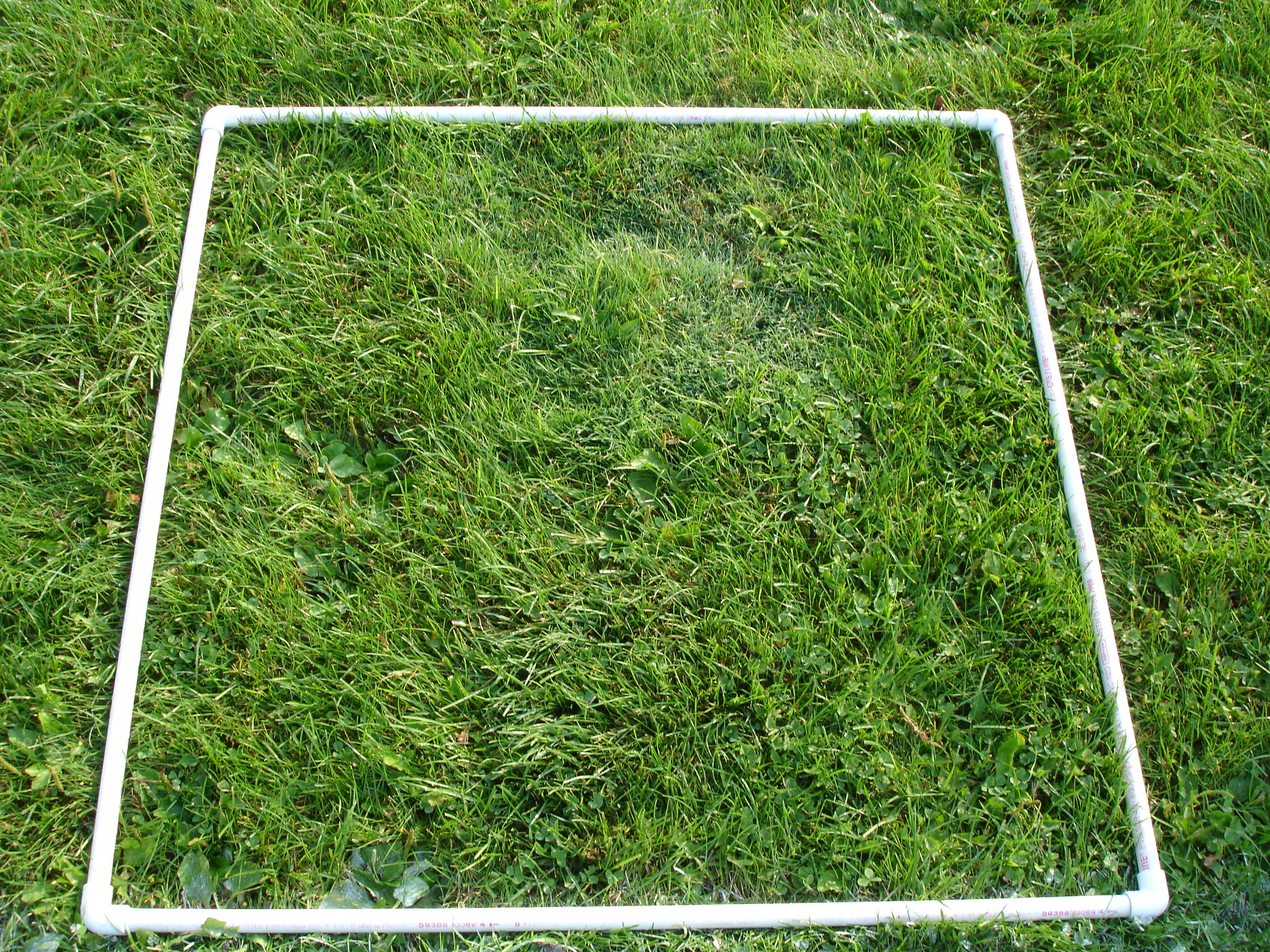
Un metre quadrat fet de tubs de PVC.

Les unitats de superfície són patrons establerts mitjançant acords per facilitar l'intercanvi de dades en els mesuraments quotidians o científics i simplificar radicalment les transaccions comercials.
El mesurament és la tècnica mitjançant la qual assignem un nombre a una propietat física, com a resultat de comparar aquesta propietat amb una altra de semblant presa com a patró, la qual s'adopta com a unitat. La mesura d'una superfície dona lloc a dues quantitats diferents si es fan servir diferents unitats de mesura. Per això, va sorgir la necessitat d'establir una unitat de mesura única per a cada magnitud, de manera que la informació fos fàcilment compresa per tothom.

## Sistema Internacional d'Unitats (SI)
Unitat bàsica:
- metre quadrat

Múltiples:
- quilòmetre quadrat
- hectàrea o hectòmetre quadrat
- decàmetre quadrat

Submúltiples:
- decímetre quadrat
- centímetre quadrat
- mil·límetre quadrat

## Sistema anglosaxó de mesures
- polzada quadrada
- peu quadrat
- iarda quadrada
- rod quadrat
- rood
- acre
- homestead
- milla quadrada
- llegua quadrada

## Altres
Pròpies dels Països Catalans:
- fanecada, usada a gran part del País Valencià, juntament amb els seus múltiples, la jovada
- hort, usada a Mallorca.
- jornal, usada a l'occident de Catalunya, Eivissa i nord del País Valencià.
- quarterada, usada a l'orient de Catalunya, Mallorca i Menorca.
- tafulla, usada al sud del País Valencià.
- vessana, usada a Girona.

Altres:
Categoria principal: Unitats de superfície
Aquestes unitats no són oficials al Sistema Internacional d'Unitats.
- barn, usada en l'àmbit nuclear
- buru, usada a l'antiga Babilònia
- dúnam mètric, usada a l'est d'Europa i a l'Orient Mitjà